# Françoise Sébastiani
Pour les autres membres de cette famille, voir Famille Sebastiani et pour les homonymes, voir Sébastiani.
Françoise, duchesse de Choiseul-Praslin (née en 1807 et morte en 1847) est une duchesse assassinée par son mari, le duc de Praslin, Charles de Choiseul. Reconnu coupable, il se suicide en attendant son procès quelques jours plus tard, le 24 août 1847. Ces événements de 1847 contribuent à la Révolution française de 1848.

## Biographie

### Enfance
Son nom de naissance est Françoise Altarice Rosalba Sébastiani et elle est surnommée « Fanny ». Elle est la fille d'Antoinette Jeanne de Franquetot de Coigny (1778-1807) et d'Horace Sébastiani (1771-1851), homme politique français et général de l'armée. Elle naît à Constantinople où son père est ambassadeur de France. Sa mère meurt en la mettant au monde. Au moment du mariage de sa fille, le général Sébastiani a amassé une grosse fortune et mène un grand train de vie.
Elle est pendant un an la compagne de classe de Marie d'Agoult, rue de Grenelle. Elles suivent l’enseignement de l’abbé Gaultier dans des classes mixtes, soit le latin, la grammaire française, l’histoire sacrée et l’histoire profane, la géographie, les premiers éléments de la mathématique. Elle a pour gouvernante, Henriette Mendelssohn, la nièce du philosophe.

### Mariage avec Theobald de Choiseul
Françoise Sébastiani épouse le duc de Praslin à l'âge de 17 ans en 1824. Elle apporte une dot considérable dans le mariage. Elle choisit elle-même son mari, le préférant au prétendant choisi par son père.
Le couple habite à l'hôtel Sébastiani (détruit en 1860 pour permettre la percée de la rue de l'Élysée), chez le père de la duchesse de Praslin : ils occupent le rez-de-chaussée, et le général Sebastiani le premier étage. Chaque soir, le général reçoit sa fille et son gendre à dîner, préférant se consacrer à la gestion des biens du couple. Luciana Clevering le décrit comme un personnage plutôt paresseux et sans ambition. Il accepte de devenir député de Seine-et-Marne mais ne reste à la Chambre que trois ans.
Le couple a neuf enfants en plus des nombreuses fausses couches de la duchesse de Praslin. Ils occupent le second étage de l'hôtel.
Après la naissance de Raynald, leur dernier enfant, en 1839, le duc de Praslin ne veut plus avoir de relations intimes avec sa femme, ce qu'elle vit très mal. Cette manifestation du désir féminin lui vaudra, plus tard, le surnom de "nymphomane vertueuse". On lui reprochera aussi de ne plus être désirable après toutes ces grossesses qui lui ont fait prendre beaucoup de poids, bien que le duc de Praslin lui-même ne le mentionne pas, contrairement à son caractère colérique qu'il lui reproche.
Après plusieurs autres gouvernantes, la duchesse de Praslin engage Henriette Deleusys-Desportes (parfois mentionnée comme Delusys ou de Lusys), 29 ans, pour s'occuper des enfants. Arrivée le 1er mars 1841, Henriette Deleusys-Desportes passe six ans avec la famille, jusqu'à ce que la duchesse de Praslin apprenne qu'elle entretient une liaison avec son mari. En 1845, le duc de Praslin fait un voyage en Corse avec deux de ses filles et Henriette Deleusys-Desportes, mais sans son épouse, ce qui déclenche les ragots. Les sources de fâcherie et les disputes se succèdent et le maréchal Sebastiani finit par d'en mêler : « Il y a cinq ans que cela dure. La presse de Paris a pris soin d'en informer le monde entier, et aujourd'hui vous êtes le sujet de toutes les conversations scandaleuses. ».
La duchesse de Praslin congédie Henriette Deleusys en juin 1847, ce qui renforce la mésentente dans le ménage. La duchesse de Praslin sent qu'on la sépare de ses enfants et que son mari perd tout intérêt pour elle. Elle menace, dès 1839 d'ailleurs, de divorcer (en fait une séparation de corps, le divorce supprimé à la Restauration n’ayant pas encore été rétabli).
Cette séparation aurait signifié la perte pour le duc de l'argent apporté par la duchesse dans le mariage, ceci ne constituant cependant pas un réel problème pour lui, son père Charles Laure lui ayant légué une fortune considérable. Par ailleurs le duc de Pralin a besoin de l'appui de son beau-père, Horace Sebastiani, promu maréchal en 1840, ancien ministre et ambassadeur, pour sa carrière.
La duchesse annonce son intention de prendre les enfants en déclarant leur père inapte à la garde en raison de son adultère. Ce dernier point aurait poussé le duc à assassiner la Duchesse. À cette époque la séparation aurait pu compromettre les chances de ses filles d'obtenir de bons partis pour leur mariage et dans le but de dissiper un scandale, il recourt au meurtre, espérant le faire passer pour un crime de rôdeur.

### Assassinat de la duchesse de Praslin
Dans la nuit du 17 au 18 août 1847, la duchesse de Praslin-Choiseul est trouvée, la gorge tranchée avec des traces de coups sur tout le corps, baignant dans son sang par des domestiques alertés par du bruit. Leurs cris réveillent son mari qui dort dans une pièce adjacente. Elle meurt de ses blessures quelques heures plus tard sans avoir repris connaissance. Le désordre dans la chambre suggère une lutte et une résistance de sa part,.
L'enquête de police révèle la liaison du duc de Praslin avec la gouvernante et la mésentente du couple. Ces faits et de nombreux autres indices font porter les soupçons sur le duc de Praslin. En raison de son rang - il est pair de France - il ne peut être arrêté et jugé que par la Chambre des pairs, représentant les intérêts de la noblesse. Le 21 août 1847, le chancelier Pasquier, président de la Chambre des pairs, réunit une commission d’instruction,.
Pendant son arrestation le duc de Praslin est très malade, il apparaît qu'il a pris du poison. Il est conduit de son hôtel à la prison du Luxembourg. Il meurt six jours plus tard, le 24 août 1847. On ne sait pas comment il a pu se procurer le poison en étant sous la surveillance de la police. L'autopsie révèle que le poison utilisé est de l'arsenic,. Certains accusent le gouvernement et la justice d'avoir protégé le duc de Praslin en lui fournissant le poison afin de soustraire un pair de France à la justice. D'autres soupçonnent le gouvernement d'avoir prétendu la mort du duc, afin de pouvoir le faire libérer secrètement et lui permettre de se réfugier à l'étranger, échappant ainsi au châtiment.
Le duc de Praslin n'a jamais avoué le meurtre de sa femme. La mort du suspect éteint l'action publique. Le procès s'achève le 30 août 1847.
La gouvernante, Henriette Deleusys-Desportes, est également arrêtée. Elle aurait pu tuer la duchesse parce que celle-ci avait refusé de lui écrire une lettre de recommandation, ce qui la met dans l'impossibilité d'obtenir un autre emploi. Elle est tenue au secret jusqu’au 14 septembre sans qu’aucune charge ne soit retenue contre elle. Elle est libérée le 17 novembre,. Elle quitte la France pour les États-Unis. Les plus jeunes enfants du duc et de la duchesse sont séparés et élevés par des membres de la famille.

### Conséquences
L'affaire a un grand retentissement dans l'opinion publique, en raison du rang social des protagonistes. Alors que le procès est éteint, le chancelier Pasquier rend publiques les différentes pièces de l’instruction dont les lettres de la duchesse. Ce qui amène à un "déballage intime", met l’accent sur la mésentente du couple et présente la duchesse de Praslin comme une aristocrate désœuvrée et nymphomane, faisant montre d’une grande possessivité à l’égard de son époux, multipliant les crises de jalousie et le menaçant d'un procès en séparation de corps.
L'affaire contribue au début de la Révolution française de 1848. Le couple est en effet considéré comme membre de la cour royale du roi Louis Philippe Ier et les scandales ajoutent au sentiment public que le roi et sa cour n'étaient ni dignes de confiance ni honorables. Le roi est contraint d'abdiquer et s'enfuit en Angleterre où il passe le reste de sa vie.

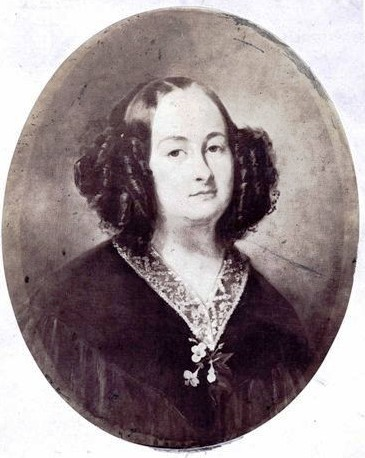
Portrait de la duchesse de Praslin.

Les lettres de la duchesse de Praslin sont publiées en 1848 par plusieurs éditeurs et le féminicide fait l’objet de plusieurs livres dont un par Albert Savine.

« Après avoir épuisé ma vie à renouveler ta race, à t’assurer les jouissances du cœur en t’entourant d’enfants, il faut que moi, leur pauvre mère, je sois repoussée comme un paria, méprisée par mes enfants, abandonnée par toi, foulée aux pieds par celle à qui tu donnes le prix de mon sang, les entrailles de mon cœur. Lettre de Mme de Praslin, du 9 mai 1842. »

Victor Hugo, membre de la Chambre des pairs à l'époque, décrit la scène du crime dans Choses vues

## Dans la culture populaire
L’écrivaine Rachel Field, qui affirme que sa grand-tante était Henriette Deluzy-Desporte, écrit un roman sur les événements intitulé All This, And Heaven, Too, publié en 1938. Le roman est adapté au cinéma 2 ans plus tard. Le film est nommé pour le meilleur film de l'année et Barbara O'Neil est nommée pour le Academy Award de la meilleure actrice dans un second rôle,.